# Il gioco di Geri
Il gioco di Geri (Geri's Game), noto anche come La partita di Geri è un cortometraggio animato di 5 minuti del 1997, prodotto dalla casa cinematografica Pixar. Scritto e diretto da Jan Pinkava, vinse un Oscar per il miglior cortometraggio animato. Più tardi fu proiettato prima del film della Pixar del 1998 A Bug's Life - Megaminimondo, e in tutte le versioni VHS del film.

## Trama
Il film è ambientato in un parco vuoto in autunno. Geri sta giocando una partita a scacchi contro sé stesso, diventando ad ogni turno l'altro giocatore, spostandosi da un lato all'altro della scacchiera e togliendo e mettendo ogni volta gli occhiali.
Con il progredire della partita sembra siano due persone a giocare: il Geri senza occhiali sta per vincere, mentre quello con gli occhiali ha solo il re sulla propria scacchiera. Con uno stratagemma, però, il Geri con gli occhiali distrae l'altro e gira la scacchiera lasciando il "se stesso senza occhiali" solo con il re.
Alla fine il Geri con gli occhiali vince e il Geri senza occhiali si trova costretto a cedergli la sua dentiera, e l'inquadratura finale mostra un solo Geri che ride divertito per la vittoria.

## Personaggi
Il personaggio attorno a cui ruota il cortometraggio, Geri, è un uomo anziano e ossuto, con folte sopracciglia bianche e pochi capelli; oltre che in questo corto, egli è apparso anche in Toy Story 2, nel ruolo del riparatore di giocattoli che restaura lo sceriffo Woody, con una piccola differenza rispetto al cortometraggio: nel film ha gli occhi azzurri mentre nel cortometraggio li ha marroni. L'aspetto di Geri è ispirato ad una specie di caricatura di una versione più anziana del regista Jan Pinkava, come da lui stesso affermato in un'intervista. Il viso del personaggio assomiglia comunque a Jonathan Harris (interprete del dr. Zachary Smith in Lost in Space), che ha dato la voce a Geri per il suo cameo in Toy Story 2 nella versione inglese. Pinkava ha, però, affermato che il personaggio è anche vagamente basato su suo nonno, un grande giocatore di scacchi.

## Produzione
Pixar produsse il film con lo scopo di sperimentare l'animazione umana, la simulazione dei vestiti e la modellazione per subdivision surface, tutto il film venne poi renderizzato con il sistema proprietario di RenderMan.

## Distribuzione

### Edizioni home video

#### DVD
Nel 2007, un'edizione rimasterizzata di Il gioco di Geri fu inclusa nella raccolta Pixar Short Films Collection: Volume 1, che presenta tutti i cortometraggi prodotti dalla compagnia fino al 2007. L'opera uscì il 6 novembre 2007 e fu pubblicata su DVD e Blu-ray; le edizioni sui due supporti sono fra loro identiche.

## Riconoscimenti
- 1998 - Premio Oscar - Oscar al miglior cortometraggio d'animazione[6]
- 1998 - Anima Mundi Animation Festival - Miglior film x2
- 1998 - Festival internazionale del film d'animazione di Annecy - Jan Pinkava
- 1998 - Annie Awards - Menzione speciale per un cortometraggio animato
- 1998 - Florida Film Festival - Miglior corto
- 1998 - Castelli Animati - Gran Premio I Castelli Animati alla migliore opera in concorso
- 1998 - World Animation Celebration - Miglior 3D professionale a Jan Pinkava
- 1998 - Zagreb World Festival of Animated Films - Favorito in rete